# Eberhard Löhr (Mediziner)
Eberhard Löhr (* 25. Mai 1928 in Gadderbaum; † 9. November 2014 in Essen) war ein deutscher Radiologe und Strahlenforscher.

## Leben

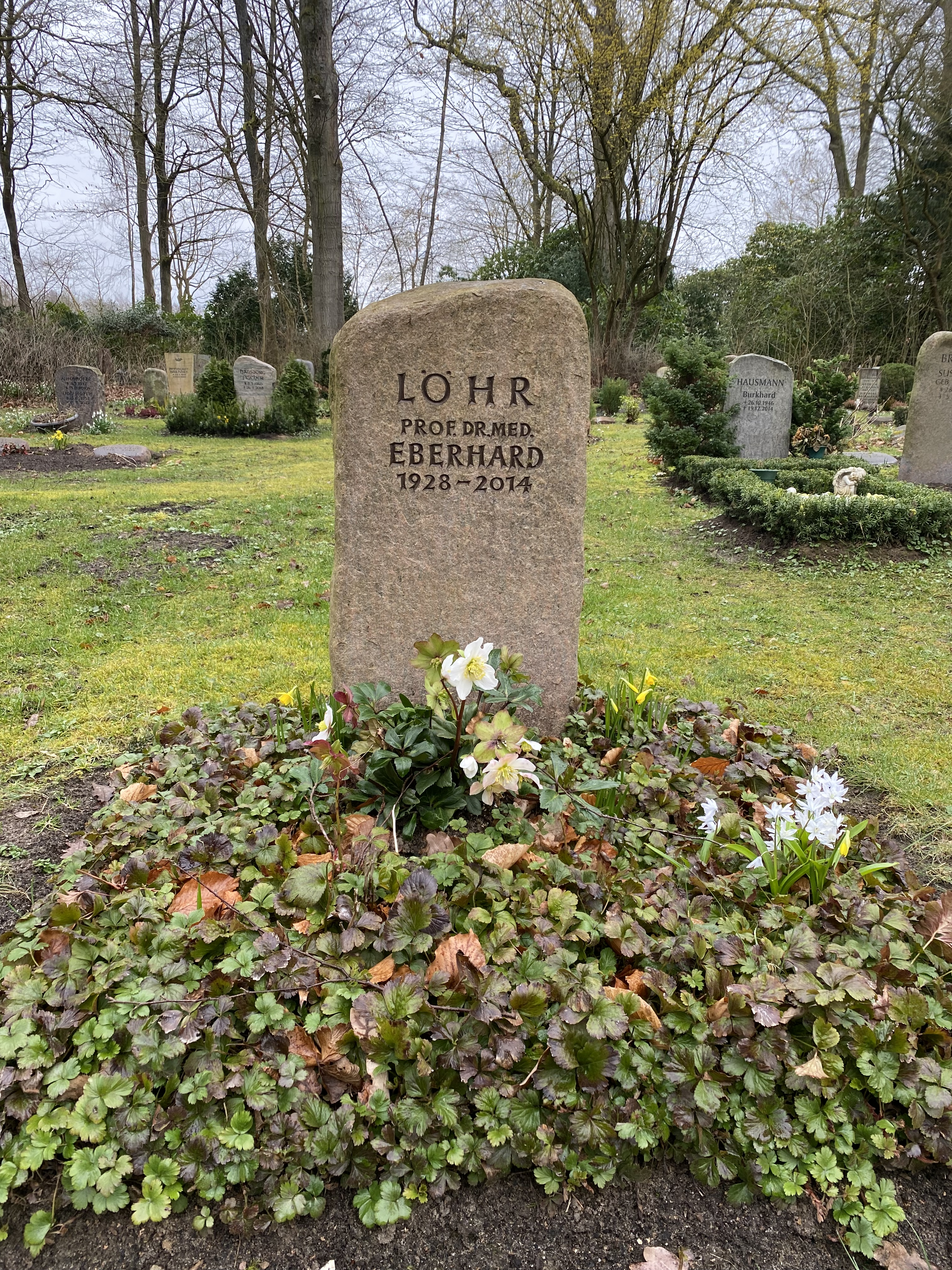
Grabstätte auf dem Waldfriedhof Wohldorf

Eberhard Löhr entstammt einer Gelehrtenfamilie. Nach Abitur an der Stormarnschule in Ahrensburg studierte er in Hamburg. Während seines Studiums wurde er 1950 Mitglied der Alten Rostocker Burschenschaft Obotritia zu Hamburg. Nach Promotion an der Universität Hamburg 1954 erhielt Löhr zunächst eine chirurgische Ausbildung im Krankenhaus von Bad Oldesloe. Es folgten theoretische Studien bei dem Physiologen Karl Wezler in Frankfurt am Main. Anschließend arbeitete er bei Boris Rajewsky am Max-Planck-Institut für Biophysik ebendort. Er setzte seine klinische Laufbahn am Radiologischen Institut der Universität Marburg fort. Dort erfolgte 1965 unter René du Mesnil de Rochement die Habilitation. Im gleichen Jahr übersiedelte Löhr nach Essen und wurde 1971 zum ordentlichen Professor für diagnostische Radiologie berufen. Löhr war zugleich Direktor des röntgendiagnostischen Zentralinstitut des Universitätsklinikum Essen der damaligen Gesamthochschule Essen (heute: Universität Duisburg-Essen) bis zu seiner Emeritierung im Jahr 1994. Im Zuge seiner akademischen Lehrtätigkeit betreute er vier Habilitationen und 61 Promotionen.
Nach seiner Emeritierung engagierte sich Löhr ehrenamtlich für Krankenhäuser in der Karibik und in Ägypten. Er wurde auf dem Waldfriedhof Wohldorf in Hamburg beigesetzt.

## Auszeichnungen
Für die Diagnose einer seltenen Syphilis connata bei einer Patientin während eines Aufenthaltes als Gastdozent wurde er in Chile ausgezeichnet: Prof. hc. der Universität in Santiago de Chile.

## Schriften
- Die Erregbarkeit des Atemzentrums während der normalen Schwangerschaft und bei den Spätgestosen, [Dissertation], Hamburg 1954.
- Frühreaktionen des peripheren Blutes und des Knochenmarkes nach letaler Ganzkörperbestrahlung, [Habilitationsschrift], Marburg 1965, in: Strahlentherapie, Bd. 130, 1966, H. 2–4, S. 245–264, S. 361–369, S. 528–543.
- (mit Paul Mellin, G. Rodek und J.H. Rohen): Atlas der urologischen Röntgendiagnostik, überarb. u. erw. Aufl., Stuttgart Schattauer 1976, X, 500 S., ISBN 3-7945-0458-5, (japanisch 1973).
- Renal and adrenal tumors, with contrib. by Rolf Ackermann, 2. completely rev. ed., Berlin Springer 1987, XVIII, 275 S., Ill., ISBN 3-540-16554-1.
- (mit K. W. Sievers, Unterstützung von H. Riediger): Urological radiology, radiological diagnosis of urological disease: plain film, sonography, angiography, CT and MRI, Seattle Hogrefe and Huber 1995, XII, 178 S., zahlr. Ill., graph. Darst., ISBN 0-88937-131-8.
- Clinical neuroradiology, a textbook, with contributions from H.-Ch. Diener and K.W. Sievers, Seattle Hogrefe and Huber 1995, VIII, 280 S., zahlr. Ill., graph. Darst., ISBN 0-88937-132-6, (chinesisch 1995).
- (mit Hans Erik Clar u. a.): Atlas der Enzephalotomographie, Stuttgart Thieme 1976, VIII, 246 S., zahlr. Ill. ISBN 3-13-528301-1.

Aufsätze (Auswahl)
- (mit Boris Rajewsky): Strahlenschutz, Die Biologie ionisierender Strahlen, in: Aufgaben deutscher Forschung, hrsg. von Leo Brandt und Fritz Steinhoff, Bd. 3, Technik, Köln Westdeutscher Verlag 1958, S. 214–225.

Als Zeitschriftenherausgeber
- Der Radiologe, Zeitschrift für diagnostische und interventionelle Radiologie, Radioonkologie, Nuklearmedizin von 1972 bis 1986.
- Urologic radiology, a journal of diagnostic imaging, New York, von 1981 bis 1990.
- Computerized medical imaging and graphics, the international journal on imaging and image-archiving in all medical specialties, the official journal of the Computerized Medical Image Society, Amsterdam, von 1982 bis 1995.